# Ron Edwards
Ronald Edwards, né le 4 septembre 1964, est un concepteur de jeux de rôle et théoricien de gameplay. Membre de la communauté des jeux de rôle amateur, il est connu pour la conception de Sorcerer (en) et Trollbabe (en). Il a fondé l'entreprise d'édition Adept press. Il est également le cofondateur de la plateforme de jeu de rôle The Forge, une communauté virtuelle de soutien à la conception et l'édition de jeux de rôle indépendants.
Au sein de The Forge, il a développé de la théorie LNS, et a pointé le paradoxe dit du « truc impossible avant le petit-déj' ».